# Valérios Stáis

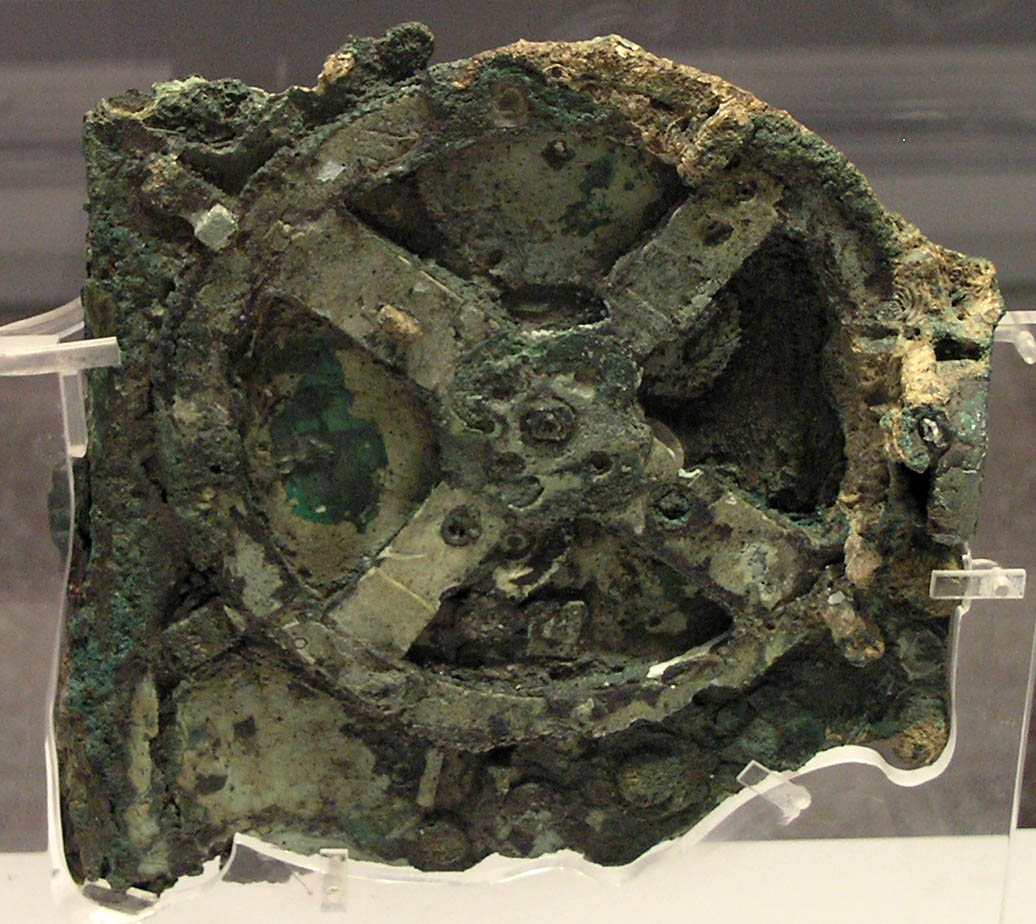
La machine d'Anticythère

Valérios Stáis (en grec moderne : Βαλέριος Στάης), né à Cythère en 1857 et mort à Athènes en 1923, est un archéologue grec. Il étudie la médecine puis l'archéologie. Il devient directeur du musée national archéologique d'Athènes en 1887, poste qu'il occupe jusqu'à sa mort. Durant sa carrière, il dirige des fouilles à Épidaure, Dimíni, en Attique, en Argolide, entre autres. Il est également l'auteur de nombreuses études archéologiques publiées dans différentes revues, principalement Archeologikí Efimerís (Αρχαιολογική Εφημερίς), et plusieurs ouvrages.
Valérios Stáis est le premier archéologue à remarquer en 1902, parmi le matériel remonté à la surface, les fragments de ce que l'on appellera plus tard la machine d'Anticythère.